# 达木珞巴民族乡
达木珞巴民族乡是中国西藏自治区墨脱县下辖的一个乡，位于县境中部，设立于1988年，总面积约800平方公里，2007年人口818人，其中495人为珞巴族——目前中国实际辖境内人口最少的民族，283人为珞巴族。经济以农业为主，种植稻谷、玉米、黄谷、鸡爪谷等。2008年，下辖4个行政村：达木村、卡布村、贡日村、珠村。